# Gulfstream G400
De Gulfstream G400 is een tweemotorige turbofan zakenjet ontwikkeld door Gulfstream Aerospace Corporation. De G400 heeft een iets kortere romp dan de G500. Het vliegbereik bedraagt 7.778 km. 
In tegenstelling tot zijn voorgangers heeft Gulfstream  gekozen voor Pratt & Whitney turbofan motoren in plaats van Rolls-Royce. 
Het toestel is in oktober 2021 gepresenteerd aan het publiek. De eerste levering wordt in 2025 verwacht.